# Bechyňská brána
Bechyňská brána v Táboře je jediná dochovaná brána středověkého opevnění města Tábor. Dochovanou podobu získala ve třicátých letech 15. století během přestavby přilehlého hradu Kotnov a při pozdějších úpravách. Spolu s hradem je chráněna jako národní kulturní památka.

## Historie
Bránu původně tvořila čtverhranná věž. Ve třicátých letech 15. století ji rozšířila přístavba uzpůsobená k dělostřelecké obraně, která vyplnila prostor mezi starou branskou věží a parkánovou hradbou sousedního hradu. Průjezd brány byl ve stejné době opatřen stěžejkovým padacím mostem. V 19. století byla původní podoba narušena rekonstrukcí podle projektu architekta Josefa Mockera.

## Stavební podoba
Dvoupatrová budova brány má půdorys lichoběžníka. Průjezd zaklenutý valenou klenbou s lunetami a otevřený dvojicí hrotitých portálů vede mimo osu budovy při její severozápadní straně. Na vnější straně se dochovala vpadlina pro padací most a dva úzké otvory pro páky (stěžejky), pomocí kterých se most zvedal. Hrázděná pavlač v prvním patře na vnitřní straně brány pochází až z 19. století.

## Galerie

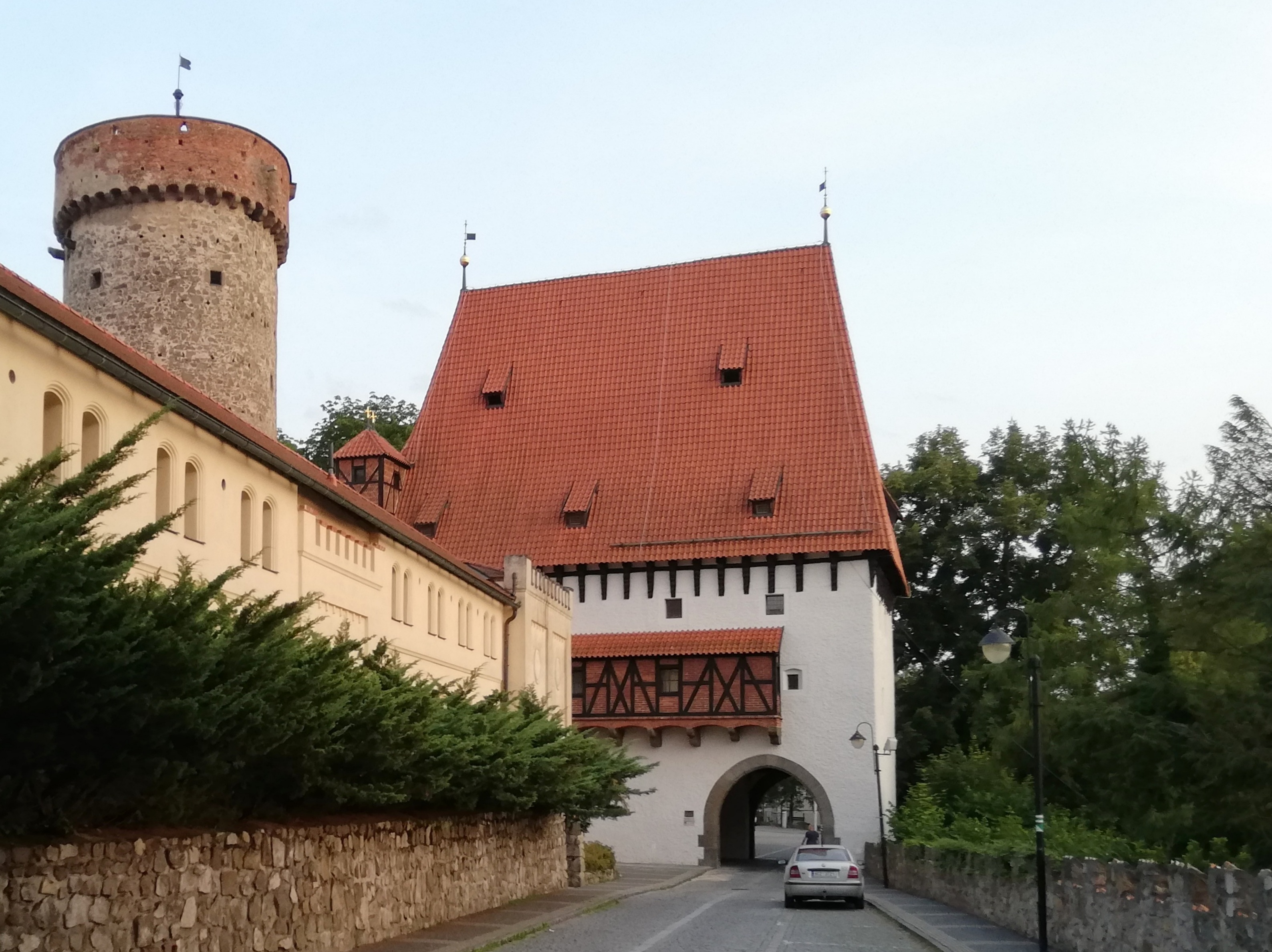
Bechyňská brána a věž
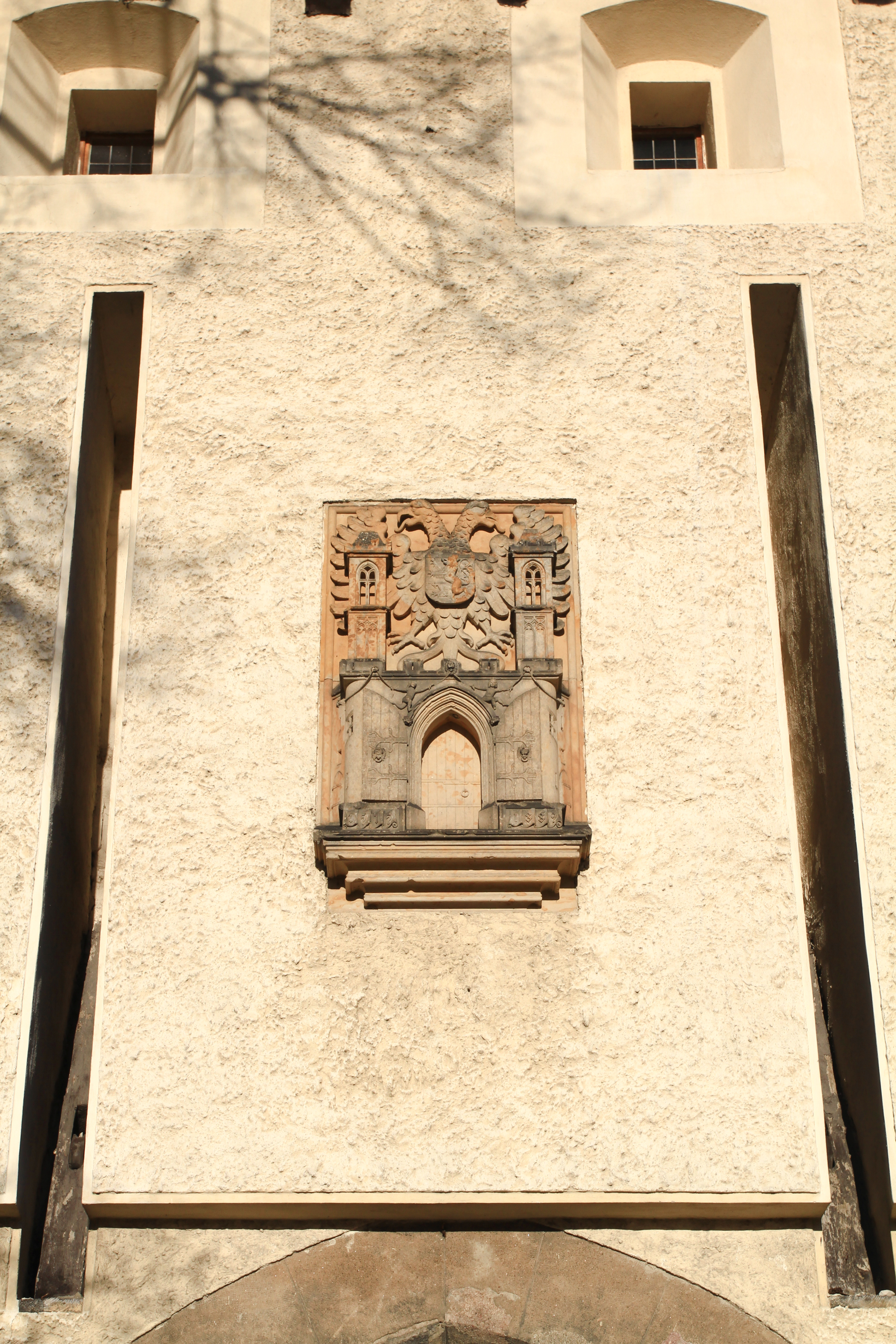
Znak města
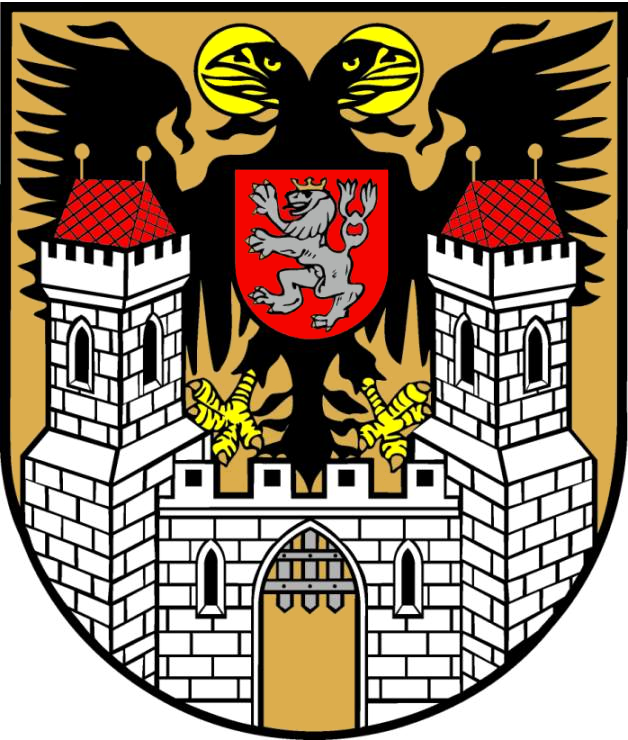
Znak města Tábor